# Giuseppe Gené
Carlo Giuseppe Gené (Turbigo, 9 dicembre 1800 – Torino, 14 luglio 1847) è stato uno zoologo ed entomologo italiano.

## Biografia
Si laureò all'università di Pavia e rimase nella stessa università come assistente di Giacomo Zendrini, professore di Storia naturale. Nel 1831 professore di Zoologia all'Università di Torino e condirettore del Regio museo di storia naturale, come successore di Franco Andrea Bonelli. 
L'attività di Gené è consistita soprattutto nella descrizione morfologica delle specie animali e nella loro classificazione in base ai dettami dell'anatomia comparata di Georges Cuvier. Su queste basi incrementò la raccolta del Museo di storia naturale. Svolse numerosi studi sugli insetti nocivi "all'agricoltura, agli animali domestici, ai prodotti delle rurale economia" e sui mesi necessari per combatterli. Suo successore alla cattedra e alla direzione del Museo fu Filippo De Filippi, anch'egli proveniente dall'università di Pavia, il quale fu uno dei primi seguaci del Darwinismo in Italia.
L'opera più importante di Gené, Storia naturale degli animali esposta in lezioni elementari uscì postuma a cura del suo successore.
Il Comune di Torino gli ha intitolato una via, nella zona di Porta Palazzo. Una lapide lo ricorda nel Cimitero Momunentale di Torino.

## Opere
- Giuseppe Gené, Storia naturale degli animali esposta in lezioni elementari : opera postuma di Giuseppe Gené, Torino, tip. Paravia, 1850.
- Giuseppe Gené, Sugli insetti più nocivi alla agricoltura, agli animali domestici, ai prodotti della rurale economia, ecc. colla indicazione dei mezzi più facili ed efficaci di allontanarli e di distruggerli. Notizie raccolte ed ordinate dal dottore Giuseppe Gené, Milano, presso Francesco Epimaco Artaria, editore ed al negozio di libri di Antonio Fortunato Stella e Figli, 1827.
- Giuseppe Gené, Sugli insetti più nocivi alla agricoltura, agli animali domestici, ai prodotti della rurale economia, ecc. colla indicazione dei mezzi più facili ed efficaci di allontanarli o di distruggerli ; Notizie raccolte ed ordinate dal dottore Giuseppe Gené membro della Facoltà, Seconda edizione con correzioni ed aggiunte, Milano, Ant.Fort.Stella e Figli, 1835.
- Giuseppe Gené, Istruzione sugli insetti più dannosi alla agricoltura ne' regii stati di terraferma e sui mezzi più facili di distruggerli, Torino, Stamperia reale, 1840.
- Giuseppe Gené, Dei pregiudizi popolari intorno agli animali : aggiuntevi le notizie sugli insetti nocivi all'agricoltura, agli animali domestici, ai prodotti delle rurale economia : colla indicazione dei mezzi più facili ed efficaci di allontanarli e di distruggerli, Torino, Tip. Ferrero e Franco, 1853.
- Giuseppe Gené, Brevi cenni su un acaridio del genere de' sarcotipi che vive sulla Strix flammea, scritto postumo, Torino, Stamperia sociale degli artisti tipografi, 1848.
- Giuseppe Gené, Considerazioni generali sulle pecore e sulle capre con alcune speciali riflessioni sul mufflone africano (Ovis tragelaphus auct.), Padova, S.N., 1834.
- Giuseppe Gené, Considerazioni sui danni che dalla distruzione degli uccelli insettivori provengono all'agricoltura, Torino, S.N., 1834.
- Giuseppe Gené, De quibusdam insectis Sardiniae novis aut minus cognitis, Taurini, ex R. Typographeo, 1830.
- Giuseppe Gené, Description de quelques especes de la collection zoologique de Turin indiquees par le professeur Bonelli comme inedites ou mal connues / par le professeur Joseph Gené, Turin, Imprimerie Royale, 1834.
- Giuseppe Gené, Descrizione di una singolare varietà di pecora a coda adiposa e della femina del Becco selvatico dell'alto Egitto (Capra Nubiana F. Cuv.) del professore Giuseppe Gené, Torino, Stamperia Reale, 1834.
- Giuseppe Gené, Descrizione di un nuovo falcone di Sardegna (Falco Elenorae), Torino, Tipografia reale,, 1840.
- Giuseppe Gené, Elogio storico di Franco Andrea Bonelli accademico e professore torinese, scritto dall'accademico professore Giuseppe Gené, Torino, dalla Stamperia Reale, 1834.
- Giuseppe Gené, Memoria per servire alla storia naturale dei crittocefali e delle clitre. Del dott. Giuseppe Gené, della Facoltà di Scienze Naturali di Torino, Milano, dall'Imp. R. Stamperia, 1829).
- Giuseppe Gené, Memoria per servire alla storia naturale di alcuni imenotteri, del cavalier Giuseppe Gené, Modena, dai tipi della R. D. Camera, 1842.
- Giuseppe Gené, Memoria per servire alla storia naturale degli insetti, Torino, Stamp. reale, 1848.
- Giuseppe Gené, Nota alle Osservazioni di un lombardo (il conte Luigi Bossi) sulla fauna italica di Carlo L. Bonaparte) (circa la longevita dei ratti) e sull'articolo relativo alla medesima del sig. Gené preceduta dalle Osservazioni stesse del sig. Bossi, Milano, S.N., 1834.
- Giuseppe Gené, Notizia sull'opera del sig. P. L. Vander Linden intitolata Observation sur les hymenopteres d'Europe de la famille des fouisseurs, Padova, S.N., 1831.
- Giuseppe Gené, Observations sur quelques particularites organiques du chamois et des moutons par Joseph Gené, Turin, S.N., 1834.
- Giuseppe Gené, Osservazioni sulle abitudini e sulla larva dell'Apalus bimaculatus, Padova, nella Tipografia del Seminario, 1831.
- Giuseppe Gené, Osservazioni intorno alla Tiliguerta o Caliscertula di Cetti (Lacerta biliguerta, GM.), Torino, S.N., 1833.
- Giuseppe Gené, Osservazioni sulle Memorie relative alla larva ed alla mosca delle olive (Dacus olea Fabr.) state presentate alla sezione d'agronomia dell'VIII Congresso degli scienziati italiani, Torino, S.N., 1847.
- Giuseppe Gené, Saggio di una monografia delle forficule indigene ; Descrizione di una nuova forficula italiana, del professore Giuseppe Gené, Padova, coi tipi della Minerva, 1832.
- Giuseppe Gené, Synopsis reptilium sardinia indigenorum, Auctore Iosepho Gené.., Torino, Typographia Regia, 1839.